# Tőkés László-díj
A Tőkés László-díjat a Tőkés László Alapítvány adja ki. Olyan embereknek ítélik, akik munkásságukkal segítik a magyarság helyzetét. Az egyéni díj 400 000 Ft és a Györfi Sándor Kossuth-díjas szobrászművész által készített emlékplakett.

## Eddigi díjazottak
- 1991: Gelu Păteanu[3]
- 1993: Ágoston András
- 1995: Sára Sándor
- 1996: Duray Miklós
- 1997: Benkő Samu[4]
- 1998: Szörényi Levente[5]
- 1999: Kallós Zoltán[6]
- 2001: Tempfli József[7]
- 2002: Nemeskürty István[8]
- 2003: Orbán Viktor[9]
- 2004: Tonk Sándor (posztumusz)[10]
- 2004: Vári Fábián László költő[11]
- 2005: Erdélyi Géza
- 2006: dr. Kiss Tamás[12]
- 2007: Szabó Magda[13]
- 2008: Bánffy György
- 2009: Koncsol László[14][15]
- 2010: Makovecz Imre építész[16]
- 2011: Matuska Márton újságíró[17]
- 2012–2013: nem osztották ki[18]
- 2014: Tófalvi Zoltán író, történész[19]
- 2015: Halzl József, a Rákóczi Szövetség elnöke[20]
- 2016: Papp Lajos szívsebész[21]
- 2017: Szabó Dénes karnagy[22]
- 2018: Dévai Nagy Kamilla énekes, előadóművész[1]
- 2019: Balog Zoltán református lelkész, miniszter[23]
- 2020: Izsák Balázs[24]
- 2021: Bagdy Emőke[25]
- 2022: Lezsák Sándor[26]